# ФК Борец Велес
Фудбалски клуб Борец је фудбалски клуб из Велеса, у Северној Македонији, који се тренутно такмичи у Првој лиги Македоније.

## Историја
Клуб је основан као Фудбалски клуб Борец Металуршко Хемијски Комбинат (ФК Борец МХК) 1926. године.
После распада Југославиије Борец је играо у новоформираној Првој лиги Македоније у сезонама 1992/93, 1993/94, 1994/95. и од 1997/98. до 2000/01.